# علي بومنيجل
علي بومنيجل ولد في 13 أفريل 1966 بمنزل جميل لاعب كرة قدم تونسي في مركز حارس مرمى.
- بدأ اللعب في فرنسا مع عدد من الفرق بدءا من فريق نادي كرة القدم بغينيون (FC Gueugnon) الفرنسي فيما بين 1988 و1997 ثم نادي باستيا حتى 2003 وفي الأثناء في نادي نانسي لوران (AS Nancy-Lorraine) فيما بين 1991-1992، ونادي روان عام 2003-2004 وأخيرا مع النادي الإفريقي فيما بين 2004 و2007 وهي السنة التي قرر خلالها التوقف عن اللعب .
- لعب كحارس مرمى مع الفريق الوطني التونسي بين 1991 و2007. استدعي لأول مرة في تشكيلة الفريق خلال مقابلة مع ساحل العاج عام 1991. غير أن وجود الحارس شكري الواعر آنذاك جعله يبقى على بنك الاحتياط. وشارك مع الفريق الوطني في كأس العالم لأعوام 1998 و2002 و2006، كما شارك في كأس الأمم الإفريقية لعام 2004 وأصبح منذئذ حارس المرمى الرئيسي. وشارك في كل المنافسات الترشيحية لبلاده لكأس الأمم الإفريقية لعام 2008 غير أن الدعوة لم توجه له للمقابلة الودية التي جمعت تونس مع غينيا والتي استدعي لها العربي الماجري كحارس مرمى.
- حاز مع بلاده على كأس الأمم الإفريقية لعام 2004، ووصل إلى نهائي كأس فرنسا عام 2002 مع فريق باستيا. كما وصل إلى نهائي كأس تونس مع النادي الإفريقي عام 2006.

## روابط خارجية
- علي بومنيجل على موقع الاتحاد الدولي (مؤرشف)  (الإنجليزية)
- علي بومنيجل على موقع رابطة كرة القدم الفرنسية للمحترفين (الإنجليزية)
- علي بومنيجل على موقع قاعدة بيانات كرة القدم.إي يو (الإنجليزية)
- علي بومنيجل على موقع ليكيب (الفرنسية)
- علي بومنيجل على موقع ناشيونال فوتبول تيمز (الإنجليزية)
- علي بومنيجل على موقع Soccerbase.com (لاعب) (الإنجليزية)
- علي بومنيجل على موقع كووورة